# Budynki Rzeźni Miejskiej w Bydgoszczy
Budynki Rzeźni Miejskiej w Bydgoszczy – zabytkowe budynki poprzemysłowe dawnej Rzeźni Miejskiej, od 2006 r. część składowa kompleksu handlowo-rozrywkowego Focus Mall w Bydgoszczy.

## Położenie
Budynki stoją w północnej pierzei ulicy Jagiellońskiej w Bydgoszczy w sąsiedztwie kompleksu Focus Mall, naprzeciw miejskiego dworca PKS.

## Charakterystyka
Cztery zabytkowe budynki do 2006 r. stanowiły własność Bydgoskich Zakładów Mięsnych. Były to budynki administracyjne dawnego Zespołu Rzeźni i Targownicy Miejskiej w Bydgoszczy. Pierwszy z nich (nr 47) powstał w 1893 r., kolejne w 1897 i 1909–1910 r. według projektu miejskiego radcy budowlanego Carla Meyera. Wybudowany zespół obiektów był nowoczesną rzeźnią wyposażoną w specjalistyczne urządzenia. 
Jednym z ciekawszych obiektów w zespole jest dawny budynek restauracji i administracji. Został wzniesiony w 1893 roku, założony na planie prostokąta, ceglany, dwukondygnacyjny, z wysokim poddaszem, podpiwniczony. W elewacji wschodniej znajduje się czterokondygnacyjna wieża zegarowa. Ściany zdobione są ceglanymi gzymsami i fryzami arkadkowymi. Elewacja południowa jest poprzedzona tarasem z ażurową balustradą. Pozostałe trzy budynki miały charakter administracyjno-mieszkalny.
W 2006 r. Bydgoskie Zakłady Mięsne zostały translokowane na ul. Witebską (Brdyujście), a w miejscu po zburzonych zakładach powstało centrum handlowe Focus Mall. Zabytkowe budynki administracyjne zostały zachowane i odrestaurowane. W jednym z nich mieści się Bydgoskie Centrum Sztuki im. Stanisława Horno-Popławskiego.

## Galeria

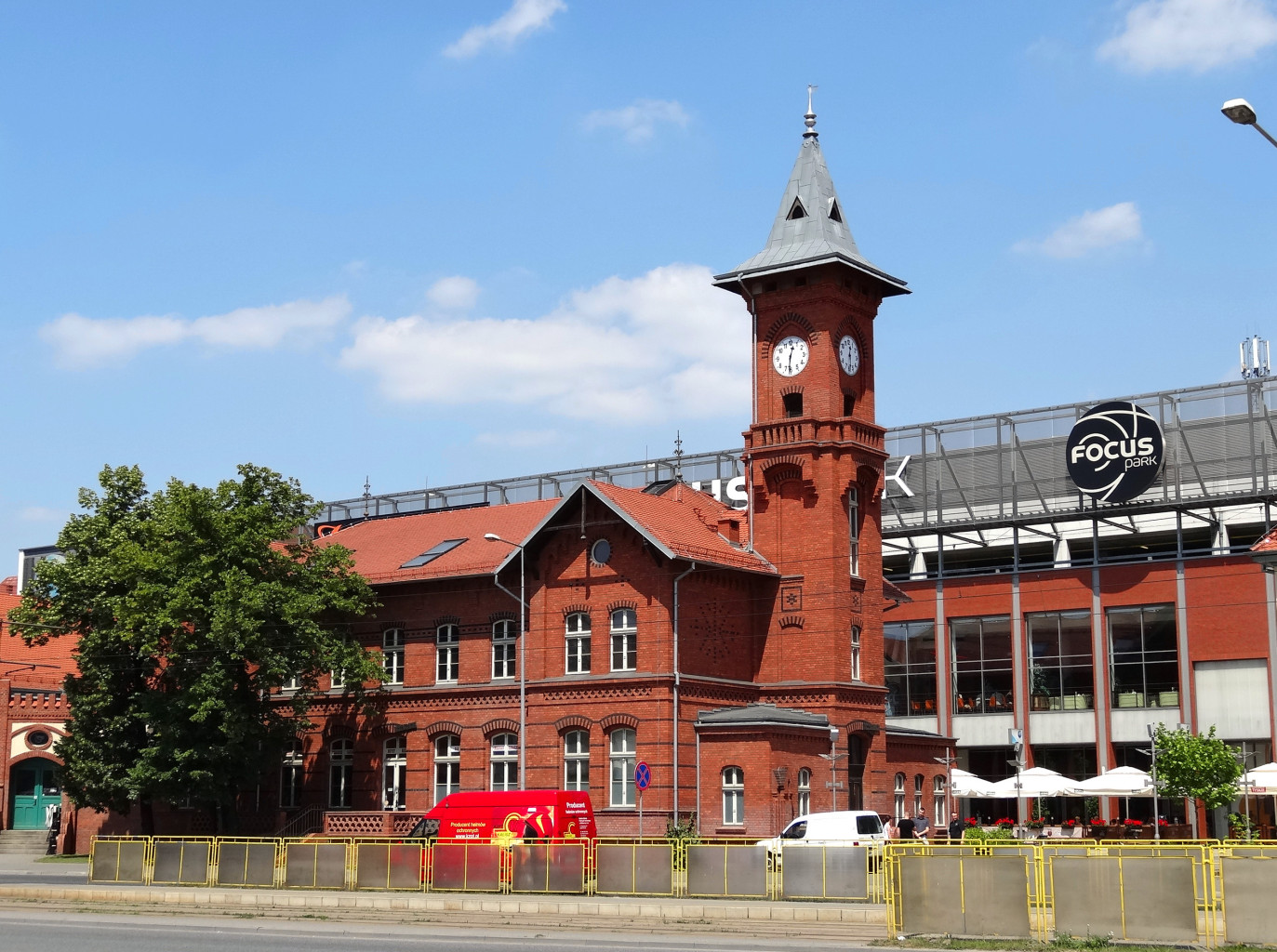
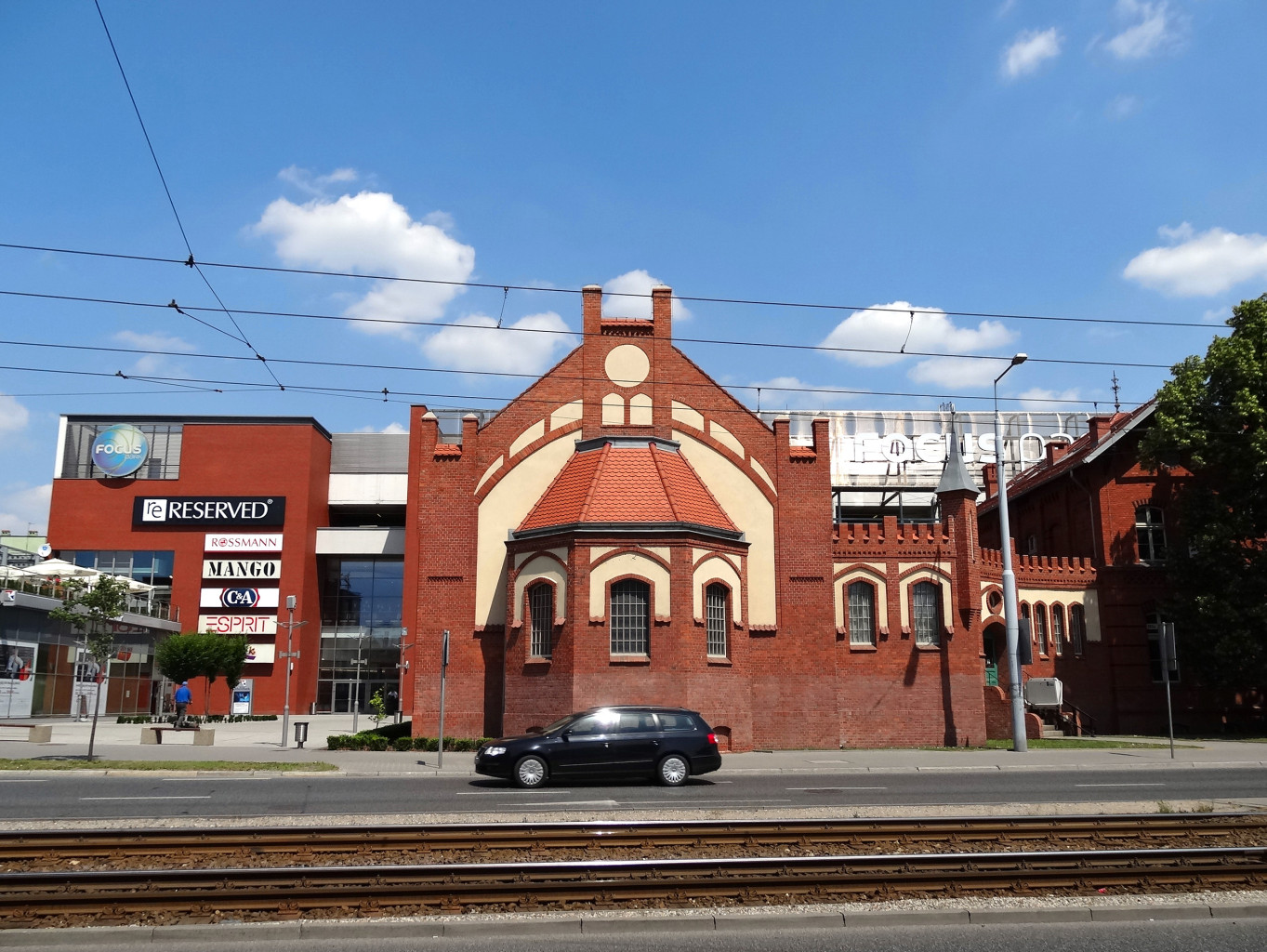
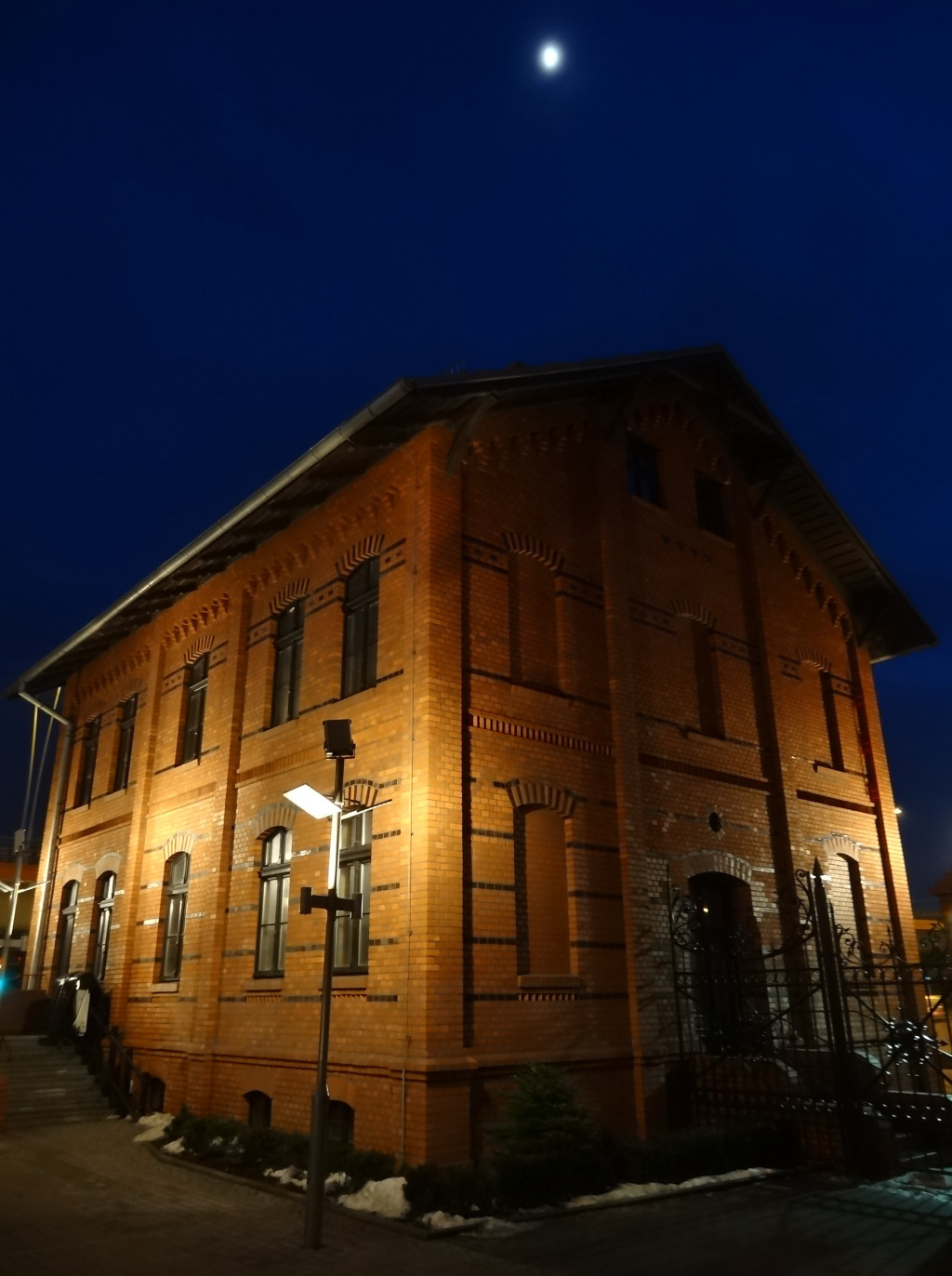